# Schillerglanzstar
Der Schillerglanzstar (Lamprotornis iris) aus der Gattung der Eigentlichen Glanzstare (Lamprotornis) ist eine Vogelart aus der Familie der Stare (Sturnidae) und gehört zur Ordnung der Sperlingsvögel (Passeriformes). Im Deutschen wird er gelegentlich auch Smaragdglanzstar oder Iris-Glanzstar genannt. Er ist eine in Westafrika südlich der Sahara endemisch vorkommende  18–19 cm große  Art. Er ernährt sich von Früchten und Insekten.

## Merkmale

### Körperbau und Gefieder

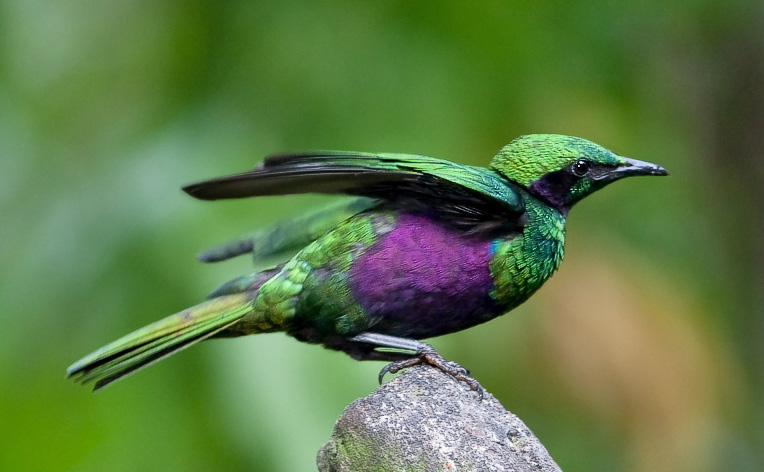
Purpurfarbene Seitenpartie

Der Schillerglanzstar ist 18–19 cm lang und hat einen breiten kürzeren Schwanz. Er besitzt sogenannte Strukturfedern, die ihre Farben ohne Pigmente nur durch Lichtbrechung hervorrufen. Der besondere Glanz wird durch die in der Struktur der Federn eingebundenen Melanosome in den Melanozyten, die unter einem Keratinfilm liegen, hervorgerufen. Das Besondere dieser Melanosome sind ihre plättchenartige und innen hohle Form. Die Plättchen sind einfach und/oder vielfach geschichtet und dabei in ihrer Ordnung einheitlich oder auch alternierend (wechselweise) angeordnet. Der obere Kopf, der Nacken, die Schultern und die Oberseite einschließlich der oberen Schwanzfedern sind in einem irisierenden, glänzenden smaragdgrün gehalten, die gelegentlich einen leicht gelblich bronzenen Touch haben können. Seine Flügel sind ebenfalls smaragdgrün, teilweise jedoch auch mit einem bronze-grünen Ton. Die Zügel zwischen Schnabel und Augen sowie die Ohrdecken und der seitliche Kopf sind glänzend blau violett. Kinn, Kehle und obere Brust sind glänzend smaragdgrün, während sich die Unterseite von der unteren Brust ab, über die Gürtelpartie und den Bauch purpurfarben darstellen und im weiteren Verlauf die zum Steiß hin grau. Die Beine und der Schnabel sind schwarz.
Die Juvenilen entsprechen weitgehend den adulten Vögeln, jedoch stellen sich untere Brust, Gürtelpartie und Bauch bräunlich und matt dar. Flügel und Schwanz fallen mehr bronze-grün aus und die Achseln und Unterarmschwingen graubraun.

### Auge
Die Iris der Augen sind in einem dunklen braun. Wie die meisten Vogelarten, außer den nachtaktiven Vögeln, sehen die Schillerglanzstare ihre Umwelt anders als Menschen: der Star besitzt für das Farbsehen vier und nicht nur drei Fotorezeptortypen (auch Sehzellen genannt) auf der Retina (Netzhaut). Neben den für das Schwarz-Weiß-Sehen zuständigen dünneren stäbchenförmigen Rezeptoren, sind vier zapfenförmige Rezeptortypen für die Wahrnehmung bei den Staren zuständig (tetrachromatisches Sehen). Drei der vier zapfenförmigen Rezeptortypen sind für den in vom Menschen sichtbaren Bereich des Lichtes (trichromatisches Sehen) zuständig, welche die drei Grundfarben rot, grün und blau sichtbar machen. Der vierte Rezeptor ist für die Wahrnehmungen im Bereich des ultravioletten Lichtes verantwortlich, welches für den  Menschen nicht sichtbar ist. Der Lichteinfall regt die verschiedenen Rezeptortypen innerhalb der stark gefalteten und mit unterschiedlich farbigen Öltröpfchen versehenen Membranen verschieden intensiv an. Auf die unterschiedlichen Wellenlängen des Lichtes reagieren die jeweils zuständigen Rezeptoren mehr oder weniger stark, so dass die unterschiedlichen Farben und Farbtöne wahrgenommen werden. Der gegenüber dem Menschen zusätzliche UV-Rezeptor lässt die Stare unsere Umwelt erheblich differenzierter bzw. anders wahrnehmen. So ist der Star in der Lage, mit Hilfe der UV-Rezeptoren Unterschiede bei den Artgenossen, den Reifegrad der Früchte oder Spuren, die wir nicht sehen, besser und einfacher zu erkennen.

### Lautäußerungen
Wenn der Schillerglanzstar in der freien Wildbahn zu einem Flug ansetzt, lässt er einen längeren, sich steigernden Laut wie „wiiize-wiiize“ oder „wii-wii-wii“ vernehmen. Die Absicht zu fliegen kündigt er durch ein „chiiep-chiiep“ an.

## Lebensraum und Verbreitung

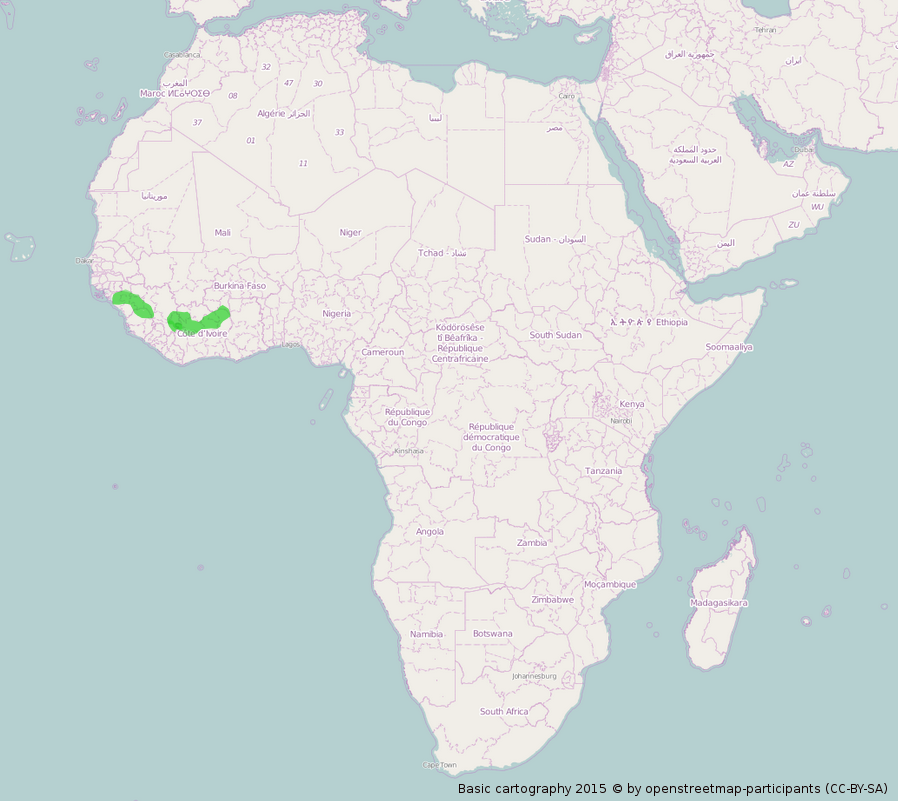
Verbreitungsgebiet des Schillerglanzstares (Lamprotornis iris) in Afrika

Sein Verbreitungsgebiet liegt in den westafrikanischen Ländern Guinea, Sierra Leone und der Elfenbeinküste in zwei kleineren im allopatrischen Sinne von einander räumlich getrennten Gebieten mit einer Fläche von etwa 142.000 km².  Er gilt als resident lebende Vogelart, die jedoch innerhalb des Verbreitungsgebietes von Sierra Leone und der Elfenbeinküste saisonal migrant vermutet wird.
Sein bevorzugter Lebensraum sind offene Savannen mit leichtem Baumbestand, in denen Früchte tragende Büsche und Bäume vorkommen. Er meidet bewaldete Gebiete, hält sich aber gewöhnlich durchaus an den Rändern von Galeriewäldern auf. In Sierra Leone ist er in den Verbreitungsgebieten des Rotschwingenstars (Onychognthus morio) als auch des Kupferglanzstars (Hylopsar cupreocauda) anzutreffen.

## Lebensweise und Verhalten
Der Schillerglanzstar tritt meist als Paar und in kleinen Gruppen von bis zu 10 Vögeln auf, wobei er außerhalb der Brutzeit gelegentlich aber auch in Schwärmen von bis zu 50 Exemplaren angetroffen wird. Seine Nahrung besteht bevorzugt aus kleinen Früchten, wie unter anderem aus der Gattung der Feigen (Ficus) als auch dem Harongabaum (Harungana madagascariensis)[gelegentlich Drachenblutbaum genannt], Samen, aber auch Insekten, wie Ameisen (Formicidae) sowie Raupen (Lepidoptera), die er auf kahlen oder abgebrannten Flächen am Boden sucht.

## Fortpflanzung
Seine Nester baut er in kleinen Hohlräumen, Baumstümpfen oder kleinen Bäumen und in Gefangenschaft auch in nach oben offenen Nestern, die er mit grünen Blättern auskleidet. Er gilt als kooperativer Brüter und die Juvenilen werden von beiden Elternteilen gefüttert. Ebenso lässt er sich von seinen Jungvögeln bei der Aufzucht unterstützen. Während der Aufzucht kann er aggressiv sein Nest verteidigen. So ist beobachtet worden, dass er einen Kuckuckshabicht (Kaupifalco monogrammicus) vertrieben hat.
Sein Gelege besteht aus 3–4 bläulichen mit rotbraunen Sprenkeln versehenen Eiern. Die Inkubationszeit liegt in Gefangenschaft bei 13–15 Tagen und die Aufzucht bei ca. 21 Tagen.
In Gefangenschaft (England) sind Schillerglanzstare bis zu 14 Jahre alt geworden.

## Bestand und Gefährdung
Sein Bestand ist nicht eindeutig geklärt. Da mit dieser Vogelart zeitweise intensiver Handel in Liberia betrieben wurde, kann es sein, dass hierdurch eine Bedrohung der Art entstanden ist. Über die Ökologie sowie den Trend des Bestandes liegen nur unzureichende Informationen vor.

## Systematik
Der Schillerglanzstar steht in einem direkten Verwandtschaftsverhältnis zu sechs weiteren Eigentlichen Glanzstaren. Seine Schwesterart ist der Grünschwanz-Glanzstar (Lamprotornis chalibaeus). Sein Protonym (Synonym) lautet Coccycolius iris, unter dem er auch in der ein oder anderen Literatur als monophyletische Gattung geführt wird. Gentechnische Untersuchungen der jüngeren Vergangenheit haben jedoch gezeigt, dass diese Art in die Gruppe der Eigentlichen Glanzstare einzuordnen ist.
|  | Keilschwanz-Glanzstar (Lamprotornis acuticaudus) |
|  |                                                  |
|  | Messingglanzstar (Lamprotornis chloropterus)     |
|  |                                                  |

|  | Grünschwanz-Glanzstar (Lamprotornis chalibaeus) |
|  |                                                 |
|  | Schillerglanzstar (Lamprotornis iris)           |
|  |                                                 |

|  | Purpurglanzstar (Lamprotornis purpureus)                                                                             |
|  | |
|  | \| \| Erzglanzstar (Lamprotornis chalcurus) \| \| \| \| \| \| Rotschulterglanzstar (Lamprotornis nitens) \| \| \| \| |
|  | |
|  | Erzglanzstar (Lamprotornis chalcurus)                                                                                |
|  | |
|  | Rotschulterglanzstar (Lamprotornis nitens)                                                                           |
|  | |

|  | Erzglanzstar (Lamprotornis chalcurus)      |
|  |                                            |
|  | Rotschulterglanzstar (Lamprotornis nitens) |
|  |                                            |

|  | Grünschwanz-Glanzstar (Lamprotornis chalibaeus) |
|  |                                                 |
|  | Schillerglanzstar (Lamprotornis iris)           |
|  |                                                 |

|  | Purpurglanzstar (Lamprotornis purpureus)                                                                             |
|  | |
|  | \| \| Erzglanzstar (Lamprotornis chalcurus) \| \| \| \| \| \| Rotschulterglanzstar (Lamprotornis nitens) \| \| \| \| |
|  | |
|  | Erzglanzstar (Lamprotornis chalcurus)                                                                                |
|  | |
|  | Rotschulterglanzstar (Lamprotornis nitens)                                                                           |
|  | |

|  | Erzglanzstar (Lamprotornis chalcurus)      |
|  |                                            |
|  | Rotschulterglanzstar (Lamprotornis nitens) |
|  |                                            |

|  | Keilschwanz-Glanzstar (Lamprotornis acuticaudus) |
|  |                                                  |
|  | Messingglanzstar (Lamprotornis chloropterus)     |
|  |                                                  |

|  | Grünschwanz-Glanzstar (Lamprotornis chalibaeus) |
|  |                                                 |
|  | Schillerglanzstar (Lamprotornis iris)           |
|  |                                                 |

|  | Purpurglanzstar (Lamprotornis purpureus)                                                                             |
|  | |
|  | \| \| Erzglanzstar (Lamprotornis chalcurus) \| \| \| \| \| \| Rotschulterglanzstar (Lamprotornis nitens) \| \| \| \| |
|  | |
|  | Erzglanzstar (Lamprotornis chalcurus)                                                                                |
|  | |
|  | Rotschulterglanzstar (Lamprotornis nitens)                                                                           |
|  | |

|  | Erzglanzstar (Lamprotornis chalcurus)      |
|  |                                            |
|  | Rotschulterglanzstar (Lamprotornis nitens) |
|  |                                            |

|  | Grünschwanz-Glanzstar (Lamprotornis chalibaeus) |
|  |                                                 |
|  | Schillerglanzstar (Lamprotornis iris)           |
|  |                                                 |

|  | Purpurglanzstar (Lamprotornis purpureus)                                                                             |
|  | |
|  | \| \| Erzglanzstar (Lamprotornis chalcurus) \| \| \| \| \| \| Rotschulterglanzstar (Lamprotornis nitens) \| \| \| \| |
|  | |
|  | Erzglanzstar (Lamprotornis chalcurus)                                                                                |
|  | |
|  | Rotschulterglanzstar (Lamprotornis nitens)                                                                           |
|  | |

|  | Erzglanzstar (Lamprotornis chalcurus)      |
|  |                                            |
|  | Rotschulterglanzstar (Lamprotornis nitens) |
|  |                                            |

|  | Keilschwanz-Glanzstar (Lamprotornis acuticaudus) |
|  |                                                  |
|  | Messingglanzstar (Lamprotornis chloropterus)     |
|  |                                                  |

|  | Grünschwanz-Glanzstar (Lamprotornis chalibaeus) |
|  |                                                 |
|  | Schillerglanzstar (Lamprotornis iris)           |
|  |                                                 |

|  | Purpurglanzstar (Lamprotornis purpureus)                                                                             |
|  | |
|  | \| \| Erzglanzstar (Lamprotornis chalcurus) \| \| \| \| \| \| Rotschulterglanzstar (Lamprotornis nitens) \| \| \| \| |
|  | |
|  | Erzglanzstar (Lamprotornis chalcurus)                                                                                |
|  | |
|  | Rotschulterglanzstar (Lamprotornis nitens)                                                                           |
|  | |

|  | Erzglanzstar (Lamprotornis chalcurus)      |
|  |                                            |
|  | Rotschulterglanzstar (Lamprotornis nitens) |
|  |                                            |

|  | Grünschwanz-Glanzstar (Lamprotornis chalibaeus) |
|  |                                                 |
|  | Schillerglanzstar (Lamprotornis iris)           |
|  |                                                 |

|  | Purpurglanzstar (Lamprotornis purpureus)                                                                             |
|  | |
|  | \| \| Erzglanzstar (Lamprotornis chalcurus) \| \| \| \| \| \| Rotschulterglanzstar (Lamprotornis nitens) \| \| \| \| |
|  | |
|  | Erzglanzstar (Lamprotornis chalcurus)                                                                                |
|  | |
|  | Rotschulterglanzstar (Lamprotornis nitens)                                                                           |
|  | |

|  | Erzglanzstar (Lamprotornis chalcurus)      |
|  |                                            |
|  | Rotschulterglanzstar (Lamprotornis nitens) |
|  |                                            |

|  | Keilschwanz-Glanzstar (Lamprotornis acuticaudus) |
|  |                                                  |
|  | Messingglanzstar (Lamprotornis chloropterus)     |
|  |                                                  |

|  | Grünschwanz-Glanzstar (Lamprotornis chalibaeus) |
|  |                                                 |
|  | Schillerglanzstar (Lamprotornis iris)           |
|  |                                                 |

|  | Purpurglanzstar (Lamprotornis purpureus)                                                                             |
|  | |
|  | \| \| Erzglanzstar (Lamprotornis chalcurus) \| \| \| \| \| \| Rotschulterglanzstar (Lamprotornis nitens) \| \| \| \| |
|  | |
|  | Erzglanzstar (Lamprotornis chalcurus)                                                                                |
|  | |
|  | Rotschulterglanzstar (Lamprotornis nitens)                                                                           |
|  | |

|  | Erzglanzstar (Lamprotornis chalcurus)      |
|  |                                            |
|  | Rotschulterglanzstar (Lamprotornis nitens) |
|  |                                            |

|  | Grünschwanz-Glanzstar (Lamprotornis chalibaeus) |
|  |                                                 |
|  | Schillerglanzstar (Lamprotornis iris)           |
|  |                                                 |

|  | Purpurglanzstar (Lamprotornis purpureus)                                                                             |
|  | |
|  | \| \| Erzglanzstar (Lamprotornis chalcurus) \| \| \| \| \| \| Rotschulterglanzstar (Lamprotornis nitens) \| \| \| \| |
|  | |
|  | Erzglanzstar (Lamprotornis chalcurus)                                                                                |
|  | |
|  | Rotschulterglanzstar (Lamprotornis nitens)                                                                           |
|  | |

|  | Erzglanzstar (Lamprotornis chalcurus)      |
|  |                                            |
|  | Rotschulterglanzstar (Lamprotornis nitens) |
|  |                                            |